# نيويورك ورلد

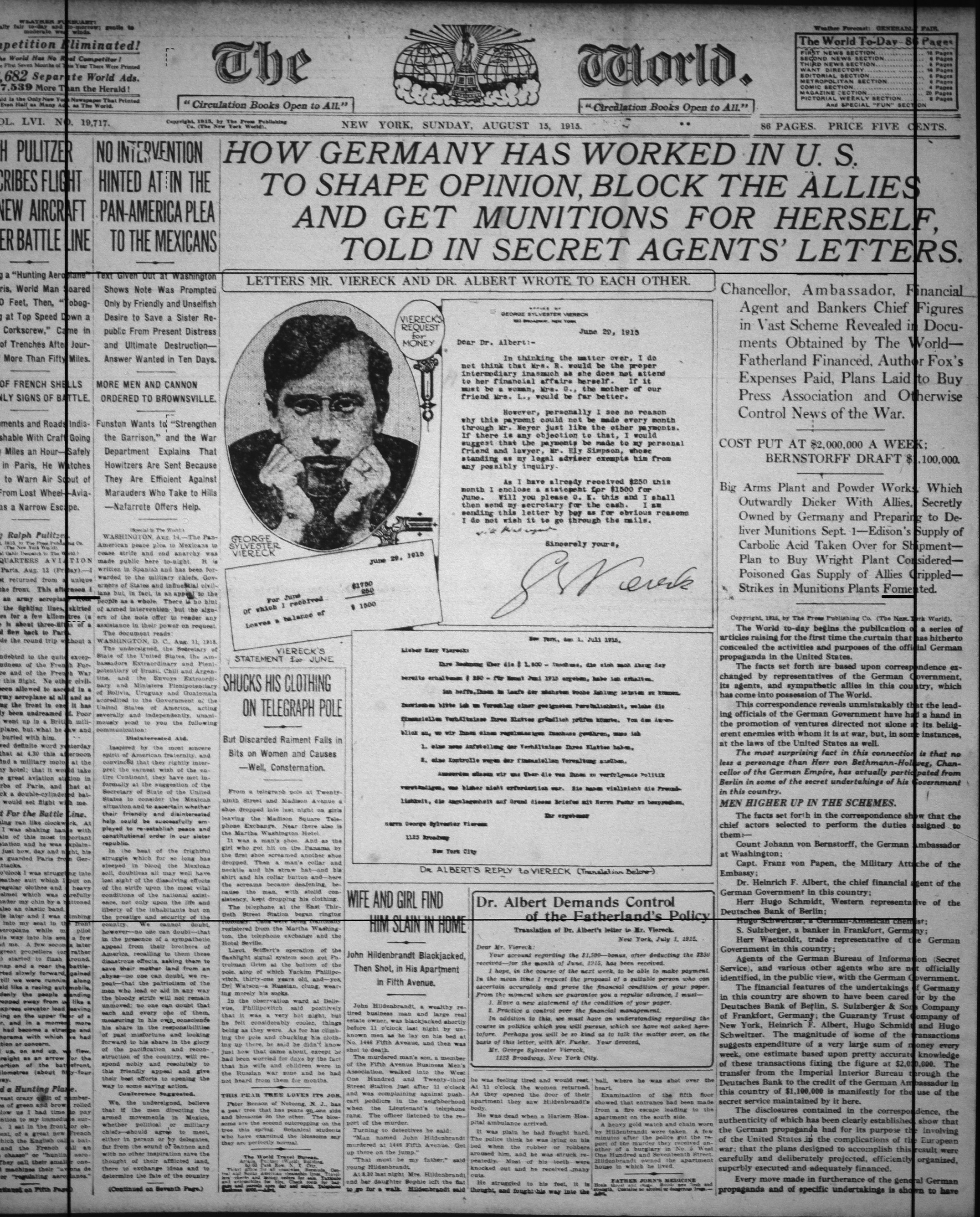
صحيفة نيويورك ورلد.

نيويورك ورلد أو نيويورك العالمية (بالإنجليزية: New York World) هي صحيفة يومية نُشرت في مدينة نيوورك بالولايات المتحدة الأمريكية من عام 1860 و حتى عام 1931 وكانت إحدى الصحف الرائدة في الصوت الوطني للحزب الديمقراطي الأمريكي من عام 1883 وحتى عام 1911.